# Слободан Нинић
Слободан „Бобан” Нинић (13. децембар 1988) босанскохерцеговачки је кошаркашки тренер. Он је тренутно тренер босанскохерцеговачког прволигаша Јахорина из Пала, и селектор кадетске репрезентације Босне и Херцеговине.

## Награде
Слободан Нинић је након успјешног вођења КК Промо у првој сезони у Премијер лиги Босне и Херцеговине проглашен за тренера године. У првом тиму сезоне Премијер лиге нашао се и Си Џеј Вилсон, плејмејкер кога је Нинић довео у Промо из албанске Теуте.